# Cello
『Cello』（チェロ）は、GOING UNDER GROUNDのミニアルバム。DNA CAPSULESより1998年12月12日発売。

## 概要
インディーズでの1枚目のミニアルバム。「涙がこぼれそう」「ピアノを弾けば」「APOLLO」の自主制作デモテープをキーボードの伊藤洋一がレコード会社などに送付したことをきっかけに、当時ポニーキャニオン内で立ち上げられた新人開発部DNAと1998年7月にインディーズ契約し、同レーベルの第1弾作品として制作されリリースされた。
本作発売から20年後の2018年に発売されたシングル「スウィートテンプテーション」付属DVDに、本作発売当日に渋谷で行われたニッポン放送主催のイベントライブ「FREEDOM FOOL FLY」に出演した際の、本作収録の4曲と「APOLLO」の計5曲で構成されたライブの映像が収録されている。

## 収録曲
| #         | タイトル           | 作詞・作曲         | 時間  |
| --------- | ------------------ | ------------------ | ----- |
| 1.        | 「涙がこぼれそう」 | 松本素生           | 3:24  |
| 2.        | 「夜行列車」       | 河野丈洋           | 4:26  |
| 3.        | 「ROMANCE」        | 松本素生           | 4:23  |
| 4.        | 「チェロ」         | 松本素生、河野丈洋 | 3:53  |
| 合計時間: | 合計時間:          | 合計時間:          | 16:06 |

### 楽曲解説
1. 涙がこぼれそう
2. 夜行列車
河野が初めてバンドに書いた曲である[注 1]。
3. ROMANCE
インディーズでリリースした2枚のシングル「桜が咲いたら」「ロマンチック街道」（いずれもアルバム『GOING UNDER GROUND』に収録）などのMVを手掛けた映像作家熊澤尚人による自主制作映画『Rainbow』（1999年7月10日公開）の挿入歌[3][4]。
2017年のシングル「超新星/よそもの」にこの曲を含むアコースティックメドレーが収録されている。
4. チェロ
歌い出しの歌詞「目を閉じて君を想う時は」は2008年のツアータイトルになった。中澤がメインボーカルをとっている箇所がある。ベストアルバム『COMPLETE SINGLE COLLECTION 1998-2008』に収録。